# Tages

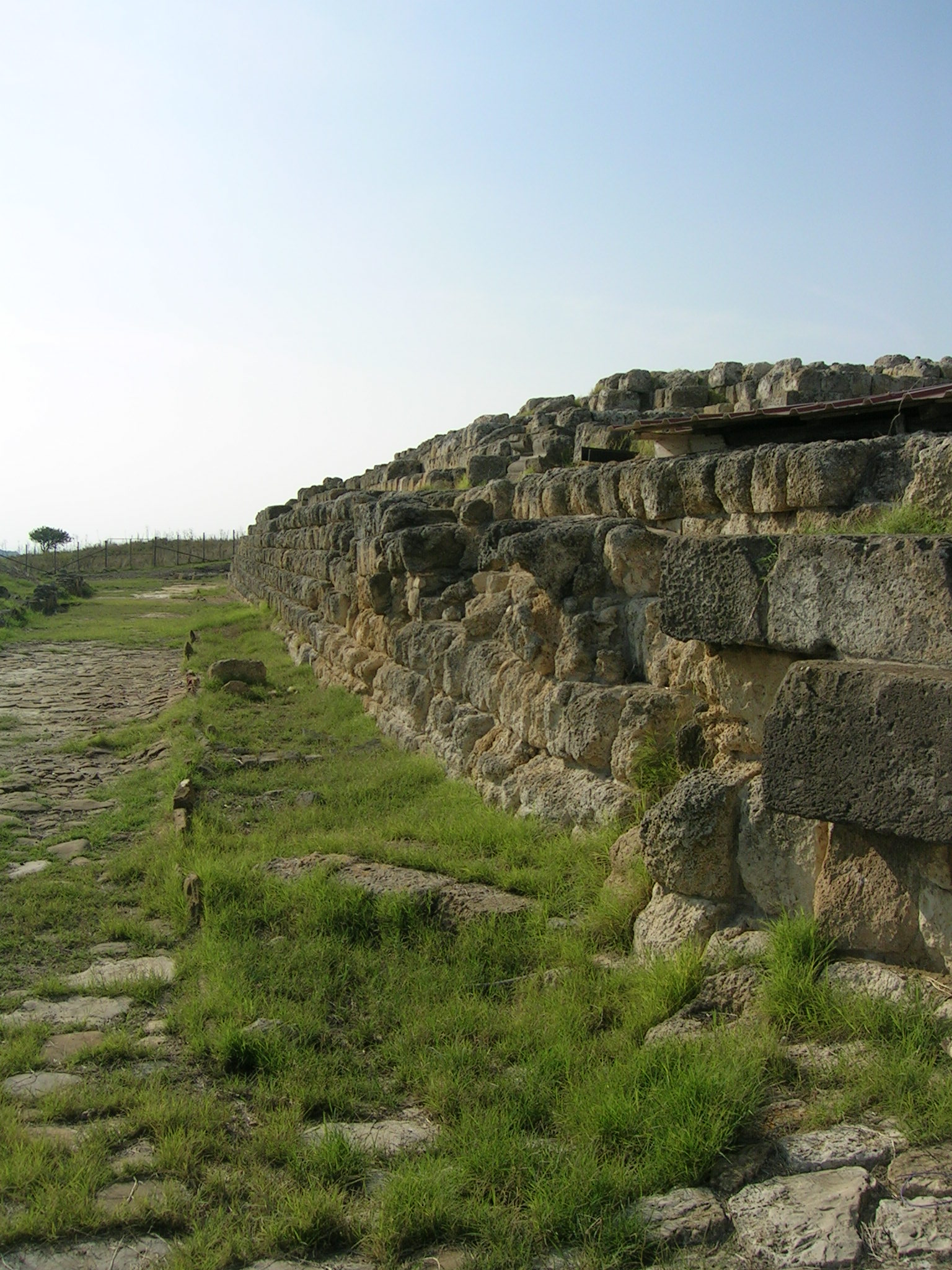
egy etruszk templom romjai Tarquiniában, a legenda helyszínén

Tarchies vagy Tages (ez utóbbi a latin írásmód) a bölcsesség etruszk istene volt. A rómaiak később Jupiter fiaként vagy unokájaként tartották számon és a római hagyomány szerint őneki köszönhetik az etruszkok a jóslás tudományát. Képi ábrázolásokon lábai helyett mindig két kígyó van.
Cicero szerint Tagest, egy öregemberi bölcsességű, de gyermeki külsejű fiúcskát, nem messze Tarquiniától szántotta ki a földből egy földműves. Az ember kiabálására egész Etruria összefutott, mire Tages mesélni kezdett, és tanításait lejegyezték. Tages tanítását aztán az etruszkok évszázadokon át gondosan továbbadták. Ezt a tanítást később a rómaiak etruszk tudományoknak (etrusca disciplina) nevezték: ebben voltak leírva a Haruspexre, ill. a villámok értelmezésére, a sorsra és a túlvilágra vonatkozó szabályok, valamint a városok megfelelő alapítását, a templomok és a városfal megfelelő elhelyezkedését elősegítő rituálék. Az etruszk szöveg nem maradt ránk, fennmaradtak viszont a Kr. e. I. századból, a római köztársaság idejéből a latin fordítás részletei.

## Lásd még
- Béljóslás